# 닌텐도 파워 (카트리지)
닌텐도 파워는 닌텐도가 1996년부터 2007년까지 운영한 슈퍼 패미컴 및 게임보이용 비디오 게임 배급 서비스였다. 게임이 작성된 일반 롬 카트리지보다 가격이 싼 플래시 메모리 롬 카트리지에 슈퍼 패미컴이나 게임보이 게임들을 다운로드하는 방식으로 사용했다.

## 역사
슈퍼 패미컴판 닌텐도 파워는 1996년 말 출시됐다. 2007년 2월 28일에 서비스가 공식적으로 종료됐다.

## 참조

### 내용주
1. ↑  영어: Nintendo Power, 일본어: ニンテンドウパワー